# Belleoram
Belleoram är en ort i Kanada.   Den ligger i provinsen Newfoundland och Labrador, i den östra delen av landet, 1 600 km öster om huvudstaden Ottawa. Belleoram ligger 205 meter över havet och antalet invånare är 409.
Terrängen runt Belleoram är kuperad åt nordväst, men söderut är den platt. Havet är nära Belleoram åt sydost. Trakten är glest befolkad. Närmaste större samhälle är St. Jacques-Coomb's Cove, 9,3 km sydväst om Belleoram. 